# 210. poljska artilerijska brigada (ZDA)
210. poljska artilerijska brigada (izvirno angleško 210th Field Artillery Brigade) je bila poljska artilerijska brigada Kopenske vojske Združenih držav Amerike.